# Nazionale femminile di football americano della Spagna
La nazionale di football americano femminile della Spagna è la selezione maggiore femminile di football americano della FEFA che rappresenta la Spagna nelle varie competizioni ufficiali o amichevoli riservate a squadre nazionali femminili.

## Risultati
Legenda: Grassetto: Risultato migliore, Corsivo: Mancate partecipazioni

## Dettaglio stagioni

### Amichevoli
| Stagione | Vin | Par | Per | Tot | PF | PS | avversaria            |
| -------- | --- | --- | --- | --- | -- | -- | --------------------- |
| 2010     | 0   | 0   | 1   | 1   | 14 | 36 | Svezia                |
| 2016     | 1   | 0   | 1   | 2   | 21 | 33 | Italia, Gran Bretagna |
| 2019     | 1   | 0   | 0   | 1   | 12 | 6  | Italia                |
| Totale   | 2   | 0   | 2   | 4   | 47 | 75 |                       |

Fonte: americanfootballitalia.com

### Tornei

#### Mondiali
| Stagione | regular season | regular season | regular season | regular season | regular season | regular season | playoff | playoff | playoff | playoff | playoff | playoff     | playoff    |
|          | Vin            | Par            | Per            | Tot            | PF             | PS             | Vin     | Per     | Tot     | PF      | PS      | risultato   | avversaria |
| -------- | -------------- | -------------- | -------------- | -------------- | -------------- | -------------- | ------- | ------- | ------- | ------- | ------- | ----------- | ---------- |
| 2013     | 0              | 0              | 2              | 2              | 0              | 97             | 0       | 1       | 1       | 0       | 64      | Sesto posto | Svezia     |
| Totale   | 0              | 0              | 2              | 2              | 0              | 97             | 0       | 1       | 1       | 0       | 64      |             |            |

Fonte: americanfootballitalia.com

#### Europei
| Stagione | regular season | regular season | regular season | regular season | regular season | regular season | playoff | playoff | playoff | playoff | playoff | playoff     | playoff    |
|          | Vin            | Par            | Per            | Tot            | PF             | PS             | Vin     | Per     | Tot     | PF      | PS      | risultato   | avversaria |
| -------- | -------------- | -------------- | -------------- | -------------- | -------------- | -------------- | ------- | ------- | ------- | ------- | ------- | ----------- | ---------- |
| 2015     | 0              | 0              | 2              | 2              | 24             | 77             | 0       | 1       | 1       | 12      | 14      | Sesto posto | Svezia     |
| 2023     | 2              | 0              | 0              | 2              | 20             | 6              | -       | -       | -       | -       | -       |             | -          |
| 2024     | 2              | 0              | 0              | 2              | 56             | 16             | -       | -       | -       | -       | -       | Campionesse | -          |
| Totale   | 4              | 0              | 2              | 6              | 100            | 99             | 0       | 1       | 1       | 12      | 14      |             |            |

### Riepilogo partite disputate
| Anno           | Luogo          | Evento                  | Fase del torneo      | Incontro                                      | Risultato |
| 2010           | Barcellona     | Amichevole              |                      | Spagna - Svezia                               | 14 - 36   |
| 2012           | Madrid         | Amichevole              |                      | Spagna - Sparkles de Villeneuve-Saint-Georges | 36 - 3    |
| 30 giugno 2013 | Vantaa         | Mondiale                | Girone               | Finlandia - Spagna                            | 47 - 0    |
| 2 luglio 2013  | Vantaa         | Mondiale                | Girone               | Spagna - Canada                               | 0 - 50    |
| 6 luglio 2013  | Vantaa         | Mondiale                | Finale 5º - 6º posto | Svezia - Spagna                               | 64 - 0    |
| 2 agosto 2015  | Granada        | Europeo                 | Girone               | Spagna - Finlandia                            | 18 - 56   |
| 4 agosto 2015  | Granada        | Europeo                 | Girone               | Spagna - Austria                              | 6 - 21    |
| 8 agosto 2015  | Granada        | Europeo                 | Finale 5º - 6º posto | Spagna - Svezia                               | 12 - 14   |
| 16 luglio 2016 | Castel Giorgio | Il Ritorno dei Supermen |                      | Italia - Spagna                               | 0 - 21    |
| 2016           | Worcester      | Amichevole              |                      | Gran Bretagna - Spagna                        | 33 - 0    |
| 2019           | Madrid         | Amichevole              |                      | Spagna - Italia                               | 12 - 6    |
| 27 maggio 2023 | Vantaa         | Europeo                 | Turno 2              | Finlandia - Spagna                            | 0 - 12    |
| 26 agosto 2023 | Calatayud      | Europeo                 | Turno 3              | Spagna - Germania                             | 8 - 6     |
| 13 aprile 2024 | Calatayud      | Europeo                 | Turno 4              | Spagna - Gran Bretagna                        | 21 - 16   |

## Confronti con le altre Nazionali
Questi sono i saldi della Spagna nei confronti delle Nazionali incontrate.

### Saldo positivo
| Nazionale | Giocate | Vinte | Pareggiate | Perse | PF | PS | Ultima vittoria | Ultimo pari | Ultima sconfitta |
| --------- | ------- | ----- | ---------- | ----- | -- | -- | --------------- | ----------- | ---------------- |
| Italia    | 2       | 2     | 0          | 0     | 33 | 6  | 2019            | -           | -                |
| Germania  | 1       | 1     | 0          | 0     | 8  | 6  | 2023            | -           | -                |

### Saldo in pareggio
| Nazionale     | Giocate | Vinte | Pareggiate | Perse | PF | PS | Ultima vittoria | Ultimo pari | Ultima sconfitta |
| ------------- | ------- | ----- | ---------- | ----- | -- | -- | --------------- | ----------- | ---------------- |
| Gran Bretagna | 2       | 1     | 0          | 1     | 21 | 49 | 2024            | -           | 2016             |

### Saldo negativo
| Nazionale | Giocate | Vinte | Pareggiate | Perse | PF | PS  | Ultima vittoria | Ultimo pari | Ultima sconfitta |
| --------- | ------- | ----- | ---------- | ----- | -- | --- | --------------- | ----------- | ---------------- |
| Finlandia | 3       | 1     | 0          | 2     | 30 | 103 | 2023            | -           | 2015             |
| Austria   | 1       | 0     | 0          | 1     | 6  | 21  | -               | -           | 2015             |
| Canada    | 1       | 0     | 0          | 1     | 0  | 50  | -               | -           | 2013             |
| Svezia    | 3       | 0     | 0          | 3     | 26 | 114 | -               | -           | 2015             |

## Roster storici
| Roster della Spagna - Spagna-Sparkles 2012 |
| --- |
| Quarterback - Mónica Rafecas Barceló - Alba María García García - Pilar Herrera Running Back - Alba Izquierdo Crespo - Melanie Vazquez Yumbla - María del Carmen Arroyo Moreno FB - Yolanda Rodríguez FB Wide Receiver - Gabriela Quintana Ortega - Patricia Meixide Vazquez - Anna Anglada Felip - Beatriz Herzog Ruíz de Alegría WR/K Tight End - Ana Palmer Libis Offensive Linemen - Elena Velasco Vila - María Dolores Gonzalez - Raquel Arnal Jaria - Georgina Akinbigi Carbonés - Montserrat Chonco Jiménez - María Eulalia Florensa Fuster Defensive Linemen - Ruth Ortiz Maganto - Lara Rodríguez Avilés - Alba Peiro - María López - Paula Andrea Rivera Guerrero Linebacker - Ada Quintana Mota - Raquel Diaz García - Andra García Hervás Defensive Back - Gemma Sierra Vallestí - Silvia Pozo Fernández - Miriam Lorente Santos - Allison Francis Rodríguez Vivas - Veraya Romero - Isabel Madrid - Andrea López Rubio Special Team Roster aggiornato al 22 novembre 2024 Coaching staff HC Sergi Díaz |

| Roster della Spagna - Finlandia-Spagna Europeo 2023-2024 |
| --- |
| Quarterback - 16 Victoria Valverde Ortega Running Back - 33 Elena Leiva Muñoz - 40 Sara Fátima Martínez de Murguia Almagro - 48 Elvira Núñez Calzado Wide Receiver - 2 Allison Francis Rodríguez Vivas - 5 María del Mar Hernández Vitorique - 9 Olga Sotillo Val - 23 María Vivar Diaz - 28 Alba Izquierdo Crespo Offensive Linemen - 50 Aurora Arias Parrilla - 51 Lisette-Carolina Sáenz Córdoba - 54 Tamara Galindo Martin - 68 Lía Serrano Ibañez - 70 Cristina Aulló Padilla - 71 Marta Hernandez Morillo - 75 Carmen Latorre Perez Defensive Linemen - 82 Nuria Vera Carceller - 88 Paula Gonzalez Pedrero - 90 Natalia Alonso Ruiz - 94 Ángela Boned Carvajal Linebacker - 1 Laura Martínez Fiñaga - 3 Lara Alabert I Suñé - 21 Laura Fernández Garcia - 25 Patricia Meixide Vazquez - 44 Cristina Gómez Pérez - 85 Lidia Granados Sanchez Defensive Back - 8 María Elisa Pajín García - 11 Elisabeth Collado Torrecilla - 86 Carla Blanca Lasheras Special Team Roster aggiornato al 20 novembre 2024 |

| Roster della Spagna - Spagna-Germania Europeo 2023-2024 |
| --- |
| Quarterback - Victoria Valverde Ortega - Mónica Rafecas Barceló Running Back - Elena Leiva Muñoz FB - Elvira Núñez Calzado - Sara Fátima Martínez de Murguia Almagro Wide Receiver - Olga Sotillo Val - María Vivar Diaz - Alba Izquierdo Crespo - María del Mar Hernández Vitorique - Allison Francis Rodríquez Vivas Offensive Linemen - Lisette-Carolina Sáenz Córdoba - Lía Serrano Ibañez - Cristina Aulló Padilla - Soraya Cerrada Baeza - Tamara Galindo Martin - Aurora Arias Parrilla - María Libertad Brezo Herrero Defensive Linemen - Lidia Granados Sanchez - Natalia Alonso Ruiz - Ángela Boned Carvajal - Nuria Vera Carceller - Andrea Vázquez Natividad Linebacker - Patricia Meixide Vazquez - Cristina Gómez Pérez - Lara Alabert I Suñé - Laura Martínez Fiñaga - Laura Fernández García - Ruth Álvarez Moll Defensive Back - Carla Blanca Lasheras S - Elisabeth Collado Torrecilla S - Mireia Peral Peñuela CB - María Elisa Pajín García CB - Adriana Martín Pérez - Anna Torras Ribalta - Laura Anadón Martínez Special Team Roster aggiornato al 22 novembre 2024 Coaching staff HC Manuel Ibáñez · OC Álvaro Quezada · DC Juan Antonio Escobar · ST José Ignacio Gutiérrez · WR Sergio Condés · LB Isaac Buján · Def. Marco Antonio Zárate · RB Abel Jorna · AC Ignacio Cordero · AC Ignacio Gutiérrez |

| Roster della Spagna - Spagna-Gran Bretagna Europeo 2023-2024 |
| --- |
| Quarterback - Victoria Valverde Ortega - Nuria Peñas - Mónica Rafecas Barceló Running Back - Anna Fernández - Elena Leiva Muñoz - Elvira Núñez Calzado - Sara Fátima Martínez de Murguia Almagro Wide Receiver - Olga Sotillo Val - María del Mar Hernández Vitorique - Adriana Martín Pérez - Paloma Contreras - Alba Izquierdo Crespo - Allison Francis Rodríquez Vivas - Natalia Álvarez Offensive Linemen - Lisette-Carolina Sáenz Córdoba - Lía Serrano Ibañez - Cristina Aulló Padilla - Soraya Cerrada Baeza - Tamara Galindo Martin - Irene Menino - Jessica Mena - Aurora Arias Parrilla - María Libertad Brezo Herrero Defensive Linemen - Natalia Alonso Ruiz - Ángela Boned Carvajal - Andrea Vázquez Natividad - Leyre García - Lidia Granados Sanchez - Ángela Louis - Celia Muras Linebacker - Patricia Meixide Vazquez - Cristina Gómez Pérez - Paula Vaz - Laura Martínez Fiñaga - Laura Fernández Garcia - Lara Alabert I Suñé Defensive Back - Ruth Álvarez Moll - Carla Blanca Lasheras - Mireia Peral Peñuela - María Elisa Pajín García - Elisabeth Collado Torrecilla - Cristina Pérez Orenes - Hajar Benhamid - Anna Torras Ribalta - Laura Anadón Martínez Special Team Roster aggiornato al 22 novembre 2024 |